# Lac La Belle (Wisconsin)
Lac La Belle est un village des comtés de Waukesha  et de Jefferson, dans l'État du Wisconsin, aux États-Unis. En 2020, il comptait une population de 281 habitants.